# Fernando Sabio Dutoit
Fernando Sabio Dutoit (Madrid, 21 de enero de 1896 - ???) fue un militar español.

## Biografía
Nacido en 1896, ingresó en el Ejército español y alcanzó el rango de capitán de intendencia. En 1930 ingresó en la Masonería, iniciándose en la Logia «Hércules» de Ceuta.
Al comienzo de la guerra civil se encontraba retirado del Ejército. Sabio Dutoit se mantuvo fiel a la República y se integró en el «Quinto Regimiento», del que llegó a convertirse en jefe honorario. Durante las primeras semanas de la contienda llegó a mandar una columna miliciana en la Sierra de Guadarrama. Posteriormente ingresó en el Cuerpo de Carabineros. En otoño de 1936 se le entregó el mando de la 5.ª Brigada Mixta, de nueva creación. En el transcurso de la Batalla de Madrid la unidad combatió duramente y el propio Sabio Dutoit resultó herido cerca del Cerro Garabitas, debiendo ceder el mando de la brigada. Durante algún tiempo mandó la 13.ª División.
Sabio Dutoit llegaría a alcanzar el rango de Teniente coronel. Posteriormente, mandó los carabineros desplegados en la región catalana. En tal condición se dirigió a las autoridades militares del gobierno de Andorra en el otoño de 1938 mediante entrevista con el prefecto René Baulard, reclamando de ellas que no acogieran en los valles a partidas de elementos civiles sublevados que utilizaban Andorra para mantener depósitos de armas y, en su caso, dirigirse hacia la Seo de Urgel. Para justificar su postura apeló a los tratados firmados en la Primera Guerra Carlista entre el gobierno de Isabel II y Andorra en 1834. Hacia finales de 1938 estaba destinado en el Estado Mayor del Grupo de Ejércitos de la Región Oriental (GERO). Al final de la contienda pasó al exilio.

## Familia
Su hermano Rafael también era militar y durante la contienda llegaría a ser comandante de los ingenieros de la zona central.